# Рівненська область
Рі́вненська о́бласть (Рі́вненщина) — область у північно-західній частині України. Площа області становить 20,1 тис. км² (3,3 % площі території України). Населення 1 201 463 тис. осіб (з 24.02.2022). Центр області — місто Рівне. Утворена 27 листопада 1939 року.

## Адміністративно-територіальний устрій

### Теперішні райони
Рівненська область складається з 4 районів.

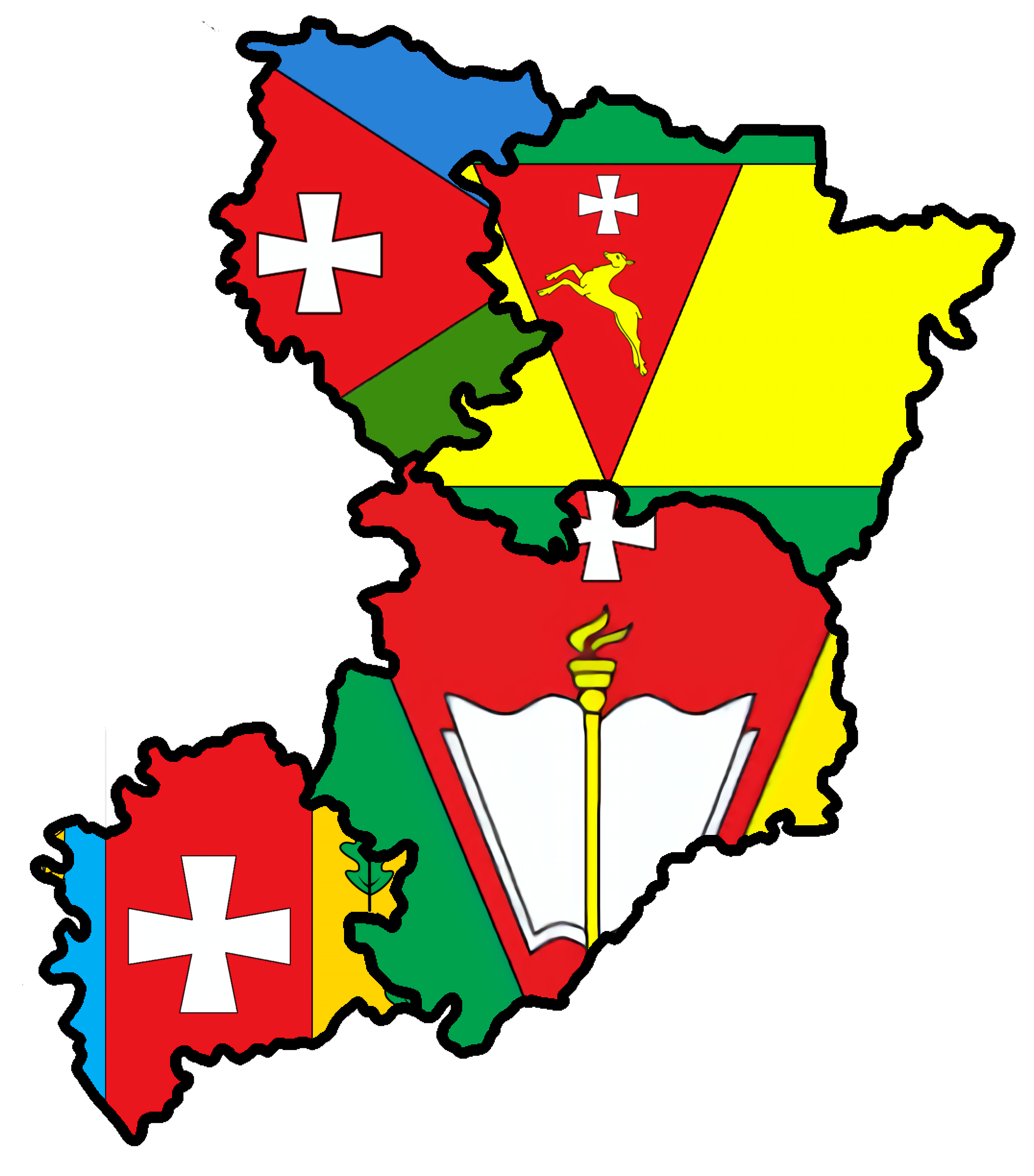
Райони Рівненщини

| № | Прапор | Район              | Адмін. центр | Колишніх районів | Тер. Громад | Нас. Пунктів | Площа (км²) | Населення (тис. осіб) |
| - | ------ | ------------------ | ------------ | ---------------- | ----------- | ------------ | ----------- | --------------------- |
| 1 |        | Вараський район    | Вараш        | 2                | 8           | 116          | 3323,5      | 138 751               |
| 2 |        | Дубенський район   | Дубно        | 4                | 19          | 303          | 3294,2      | 169 079               |
| 3 |        | Рівненський район  | Рівне        | 7                | 26          | 439          | 7216,6      | 632 426               |
| 4 |        | Сарненський район  | Сарни        | 3                | 11          | 168          | 6212,7      | 212 705               |
|   |        | Рівненська область | Рівне        | 16               | 64          | 1 026        | 20047       | 1 152 961             |

### Колишні райони
До 2020 року у області було 16 районів та 4 міста обласного значення.

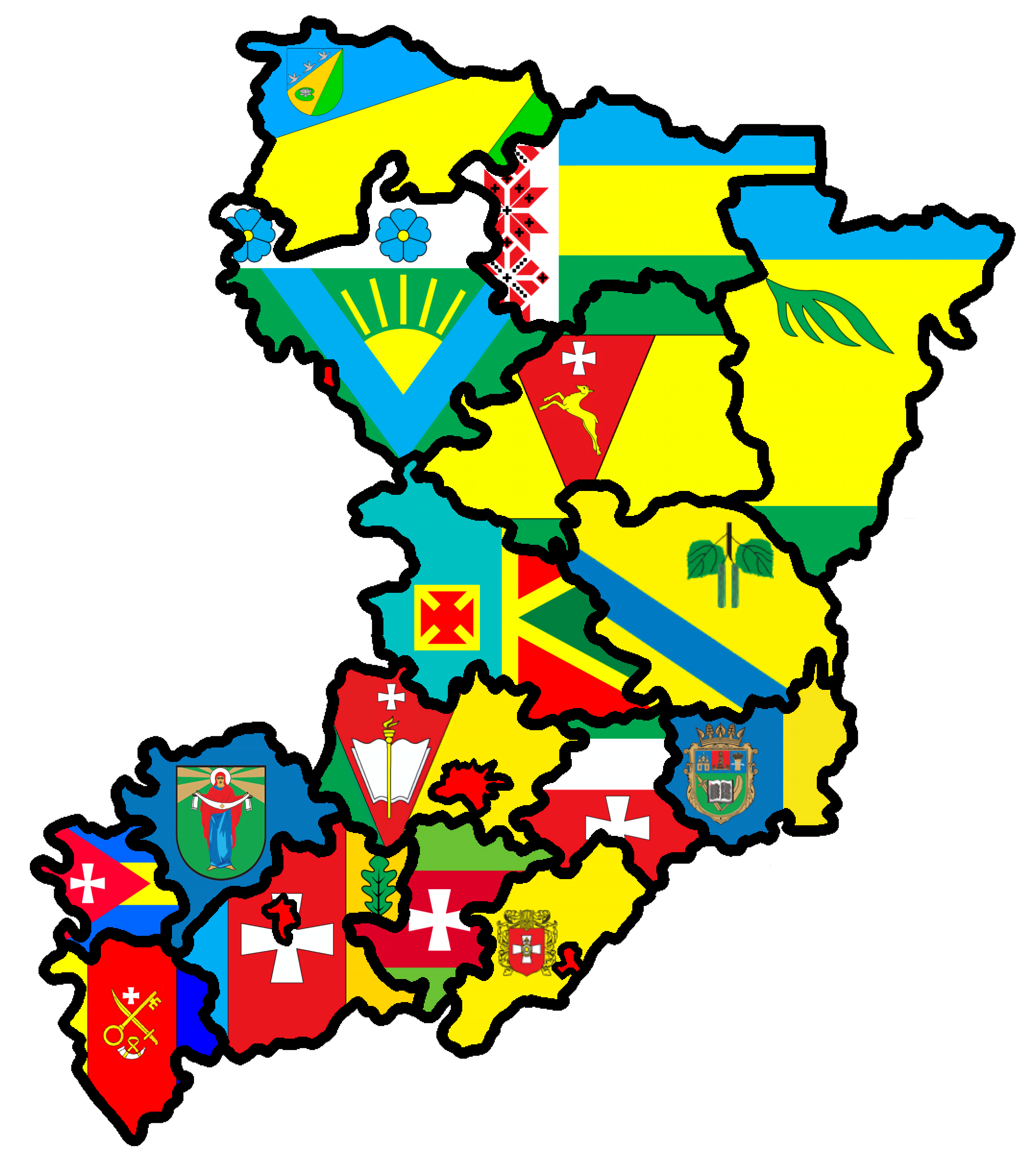
Колишні райони та міста обласного значення Рівненщини

| №                        | Прапор | Район                 | Адмін. центр | Тер. Громад | Нас. Пунктів | Площа (км²) | Населення (тис. осіб) |
| ------------------------ | ------ | --------------------- | ------------ | ----------- | ------------ | ----------- | --------------------- |
| Райони                   |        |                       |              |             |              |             |                       |
| 1                        |        | Березнівський район   | Березне      | 3           | 55           | 1711,6      | 63 658                |
| 2                        |        | Володимирецький район | Володимирець | 6           | 64           | 1873,3      | 62 404                |
| 3                        |        | Гощанський район      | Гоща         | 3           | 63           | 691,4       | 33 971                |
| 4                        |        | Демидівський район    | Демидівка    | 2           | 34           | 415,5       | 15 150                |
| 5                        |        | Дубенський район      | Дубно        | 9           | 104          | 1199,6      | 42 924                |
| 6                        |        | Дубровицький район    | Дубровиця    | 3           | 59           | 1816,3      | 46 483                |
| 7                        |        | Здолбунівський район  | Здолбунів    | 3           | 55           | 658,1       | 55 595                |
| 8                        |        | Зарічненський район   | Зарічне      | 2           | 51           | 1441,9      | 34 184                |
| 9                        |        | Корецький район       | Корець       | 2           | 50           | 719,4       | 32 219                |
| 10                       |        | Костопільський район  | Костопіль    | 4           | 62           | 1497,5      | 63 047                |
| 11                       |        | Млинівський район     | Млинів       | 5           | 93           | 945,6       | 36 512                |
| 12                       |        | Острозький район      | Острог       | 1           | 55           | 693,8       | 28 786                |
| 13                       |        | Радивилівський район  | Радивилів    | 3           | 71           | 706,5       | 34 885                |
| 14                       |        | Рівненський район     | Рівне        | 10          | 97           | 1166,3      | 94 492                |
| 15                       |        | Рокитнівський район   | Рокитне      | 3           | 39           | 2352        | 58 442                |
| 16                       |        | Сарненський район     | Сарни        | 5           | 70           | 2044,4      | 107 673               |
| Міста обласного значення |        |                       |              |             |              |             |                       |
| 1                        |        | Вараш                 | Вараш        | 0           | 1            | 8,3         | 41 711                |
| 2                        |        | Дубно                 | Дубно        | 0           | 1            | 27,1        | 37 257                |
| 3                        |        | Острог                | Острог       | 0           | 1            | 10,9        | 13 892                |
| 4                        |        | Рівне                 | Рівне        | 0           | 1            | 57,6        | 243 873               |
|                          |        | Рівненська область    | Рівне        | 64          | 1 026        | 20047       | 1 152 961             |

### Громади Рівненщини

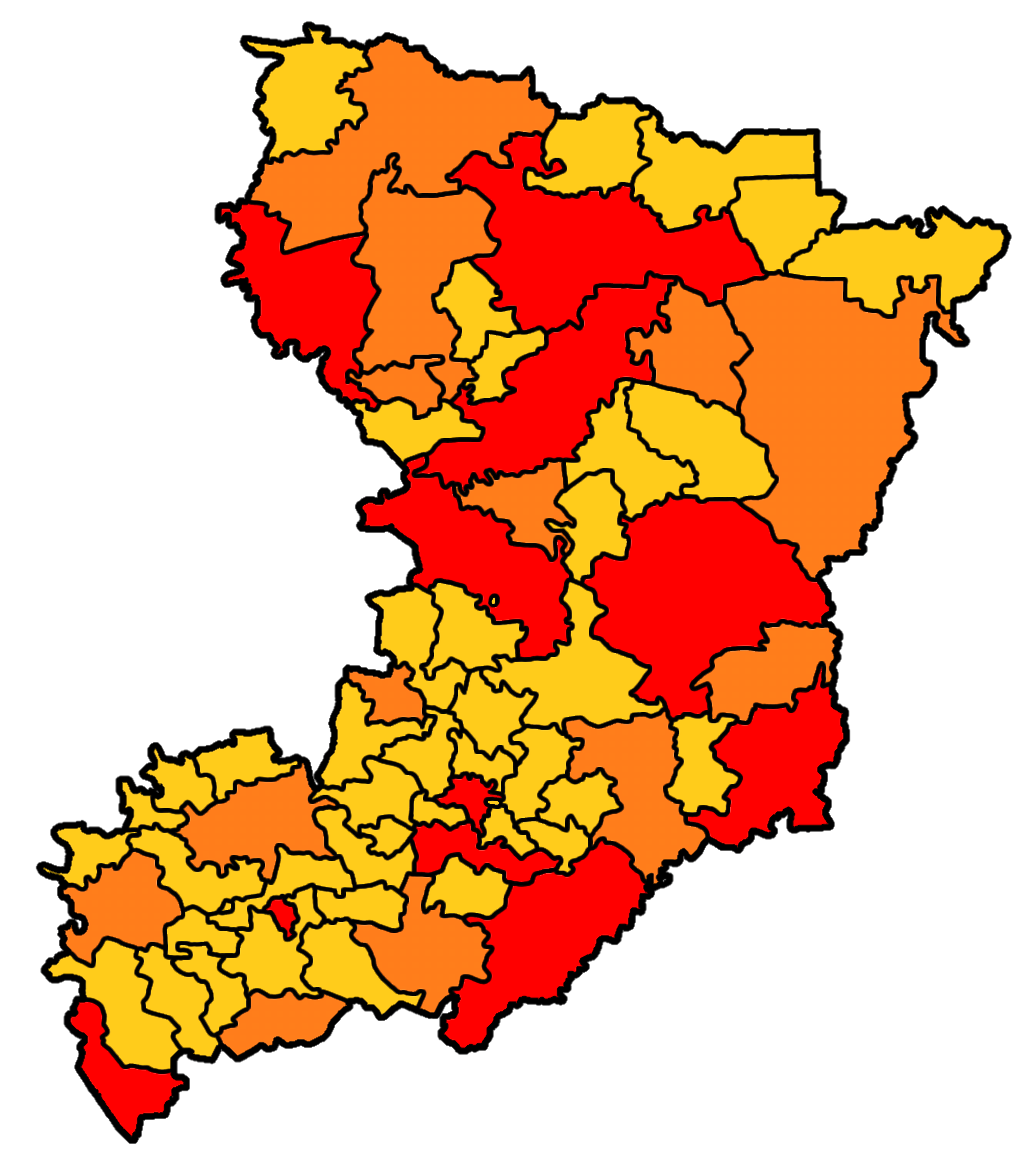
Громади Рівненщини

Рівненська область налічує 64 територіальні громади: 11 міських, 13 селищних та 40 сільських.
Умовні позначення:
- міські громади
- селищні громади
- сільські громади

| №  | Громада            | Тип      | Адмін. центр    | Район (прапор) | Нас. пунктів | Площа (км²) | Населення (тис. осіб) |
| -- | ------------------ | -------- | --------------- | -------------- | ------------ | ----------- | --------------------- |
| 1  | Антонівська        | сільська | Антонівка       | Вараський      | 4            | 117,0       | 5 699                 |
| 2  | Бабинська          | сільська | Бабин           | Рівненський    | 11           | 121,1       | 6 930                 |
| 3  | Березнівська       | міська   | Березне         | Рівненський    | 37           | 1184,4      | 51 285                |
| 4  | Березівська        | сільська | Березове        | Сарненський    | 10           | 505,4       | 12 022                |
| 5  | Бокіймівська       | сільська | Бокійма         | Дубенський     | 14           | 192,0       | 5 450                 |
| 6  | Боремельська       | сільська | Боремель        | Дубенський     | 11           | 102,8       | 3 153                 |
| 7  | Бугринська         | сільська | Бугрин          | Рівненський    | 12           | 90,0        | 4 118                 |
| 8  | Білокриницька      | сільська | Біла Криниця    | Рівненський    | 11           | 122,0       | 9 830                 |
| 9  | Вараська           | міська   | Вараш           | Вараський      | 18           | 608,7       | 52 916                |
| 10 | Варковицька        | сільська | Варковичі       | Дубенський     | 12           | 148,2       | 5 385                 |
| 11 | Великомежиріцька   | сільська | Великі Межирічі | Рівненський    | 16           | 191,6       | 7 892                 |
| 12 | Великоомелянська   | сільська | Велика Омеляна  | Рівненський    | 6            | 103,2       | 3 736                 |
| 13 | Вербська           | сільська | Верба           | Дубенський     | 9            | 112,6       | 4 534                 |
| 14 | Вирівська          | сільська | Вири            | Сарненський    | 11           | 390,0       | 12 857                |
| 15 | Висоцька           | сільська | Висоцьк         | Сарненський    | 10           | 299,6       | 5 694                 |
| 16 | Володимирецька     | селищна  | Володимирець    | Вараський      | 22           | 702,2       | 26 380                |
| 17 | Головинська        | сільська | Головин         | Рівненський    | 12           | 201,9       | 7 114                 |
| 18 | Городоцька         | сільська | Городок         | Рівненський    | 12           | 131,7       | 10 657                |
| 19 | Гощанська          | селищна  | Гоща            | Рівненський    | 40           | 480,3       | 22 923                |
| 20 | Демидівська        | селищна  | Демидівка       | Дубенський     | 23           | 312,6       | 11 997                |
| 21 | Деражненська       | сільська | Деражне         | Рівненський    | 9            | 225,5       | 6 242                 |
| 22 | Дубенська          | міська   | Дубно           | Дубенський     | 1            | 27,1        | 37 257                |
| 23 | Дубровицька        | міська   | Дубровиця       | Сарненський    | 40           | 1094,2      | 34 625                |
| 24 | Дядьковицька       | сільська | Дядьковичі      | Рівненський    | 17           | 157,1       | 5 802                 |
| 25 | Зарічненська       | селищна  | Зарічне         | Вараський      | 31           | 1086,8      | 28 604                |
| 26 | Здовбицька         | сільська | Здовбиця        | Рівненський    | 15           | 149,3       | 9 940                 |
| 27 | Здолбунівська      | міська   | Здолбунів       | Рівненський    | 14           | 152,2       | 31 528                |
| 28 | Зорянська          | сільська | Зоря            | Рівненський    | 15           | 192,5       | 13 394                |
| 29 | Каноницька         | сільська | Каноничі        | Вараський      | 5            | 165,3       | 6 190                 |
| 30 | Клеванська         | селищна  | Клевань         | Рівненський    | 6            | 110,6       | 13 744                |
| 31 | Клесівська         | селищна  | Клесів          | Сарненський    | 7            | 338,6       | 10 493                |
| 32 | Козинська          | сільська | Козин           | Дубенський     | 22           | 181,1       | 7 255                 |
| 33 | Корецька           | міська   | Корець          | Рівненський    | 34           | 527,8       | 24 327                |
| 34 | Корнинська         | сільська | Корнин          | Рівненський    | 5            | 66,0        | 7 439                 |
| 35 | Костопільська      | міська   | Костопіль       | Рівненський    | 30           | 653,4       | 44 042                |
| 36 | Крупецька          | сільська | Крупець         | Дубенський     | 25           | 297,9       | 8 967                 |
| 37 | Локницька          | сільська | Локниця         | Вараський      | 20           | 355,1       | 5 880                 |
| 38 | Малинська          | сільська | Малинськ        | Рівненський    | 6            | 210,7       | 5 615                 |
| 39 | Малолюбашанська    | сільська | Мала Любаша     | Рівненський    | 11           | 416,7       | 5 649                 |
| 40 | Миляцька           | сільська | Миляч           | Сарненський    | 9            | 422,5       | 6 164                 |
| 41 | Мирогощанська      | сільська | Мирогоща Друга  | Дубенський     | 14           | 114,4       | 6 774                 |
| 42 | Млинівська         | селищна  | Млинів          | Дубенський     | 41           | 401,2       | 19 714                |
| 43 | Мізоцька           | селищна  | Мізоч           | Рівненський    | 26           | 356,6       | 14 127                |
| 44 | Немовицька         | сільська | Немовичі        | Сарненський    | 6            | 277,6       | 11 256                |
| 45 | Олександрійська    | сільська | Олександрія     | Рівненський    | 15           | 207,8       | 9 799                 |
| 46 | Острожецька        | сільська | Острожець       | Дубенський     | 14           | 139,0       | 5 810                 |
| 47 | Острозька          | міська   | Острог          | Рівненський    | 56           | 704,7       | 42 678                |
| 48 | Повчанська         | сільська | Повча           | Дубенський     | 9            | 94,1        | 1 853                 |
| 49 | Полицька           | сільська | Полиці          | Вараський      | 8            | 177,0       | 5 674                 |
| 50 | Привільненська     | сільська | Привільне       | Дубенський     | 16           | 147,2       | 5 528                 |
| 51 | Підлозцівська      | сільська | Підлозці        | Дубенський     | 9            | 63,5        | 1 836                 |
| 52 | Радивилівська      | міська   | Радивилів       | Дубенський     | 24           | 227,5       | 18 663                |
| 53 | Рафалівська        | селищна  | Рафалівка       | Вараський      | 8            | 111,4       | 7 256                 |
| 54 | Рокитнівська       | селищна  | Рокитне         | Сарненський    | 25           | 1572,1      | 39 468                |
| 55 | Рівненська         | міська   | Рівне           | Рівненський    | 2            | 62,7        | 253 406               |
| 56 | Сарненська         | міська   | Сарни           | Сарненський    | 36           | 815,4       | 65 963                |
| 57 | Семидубська        | сільська | Семидуби        | Дубенський     | 17           | 216,0       | 4 454                 |
| 58 | Смизька            | селищна  | Смига           | Дубенський     | 14           | 192,8       | 7 459                 |
| 59 | Соснівська         | селищна  | Соснове         | Рівненський    | 12           | 316,5       | 6 756                 |
| 60 | Старосільська      | сільська | Старе Село      | Сарненський    | 4            | 274,5       | 6 952                 |
| 61 | Степанська         | селищна  | Степань         | Сарненський    | 10           | 222,8       | 7 104                 |
| 62 | Тараканівська      | сільська | Тараканів       | Дубенський     | 18           | 217,4       | 7 937                 |
| 63 | Шпанівська         | сільська | Шпанів          | Рівненський    | 9            | 80,3        | 10 558                |
| 64 | Ярославицька       | сільська | Ярославичі      | Дубенський     | 10           | 106,8       | 2 702                 |
|    | Рівненська область |          | Рівне           |                | 1 026        | 20047       | 1 152 961             |

## Географічні факти

### Географічне розташування

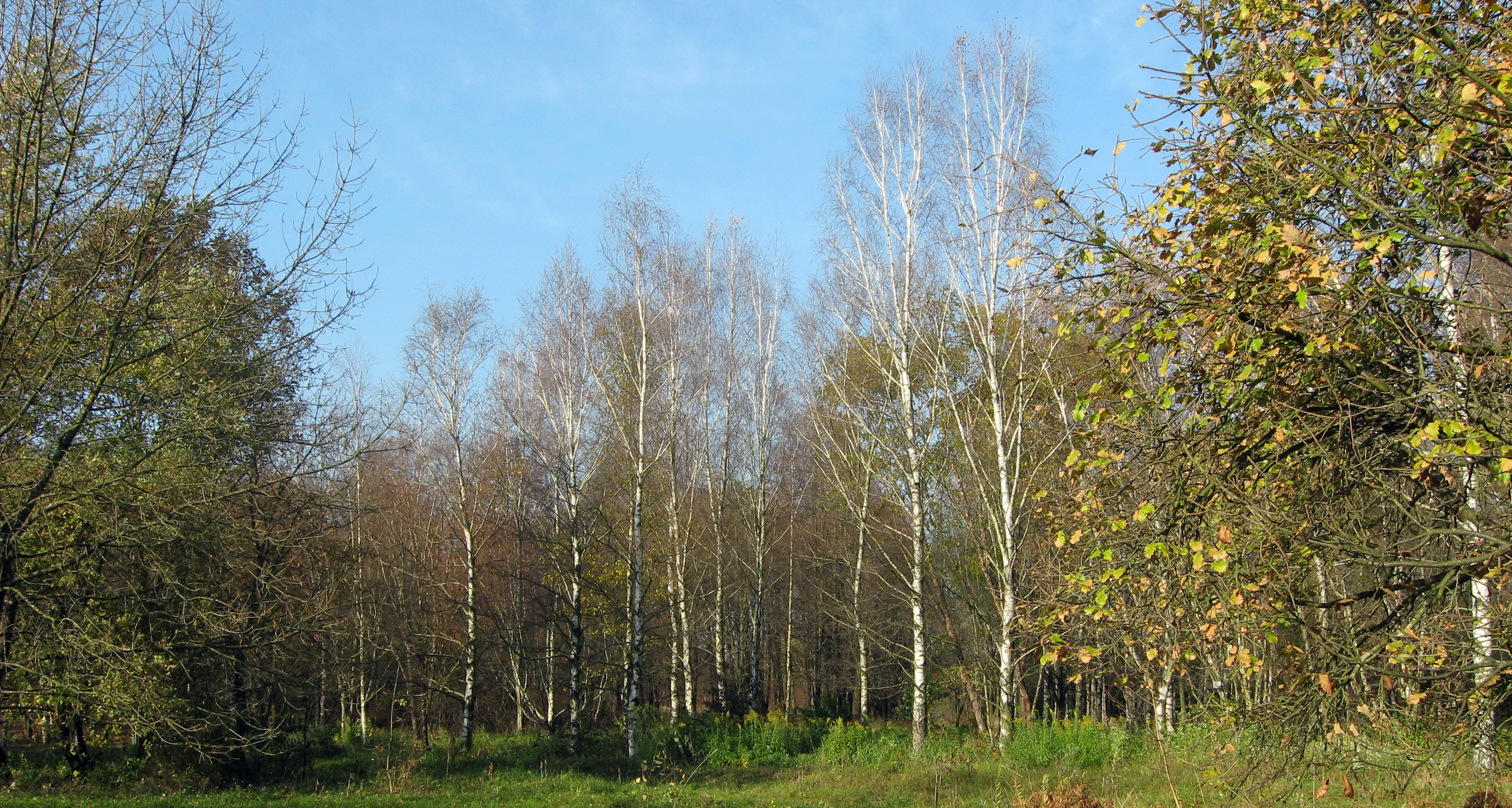

Рівненська область розташована в північно-західній частині України й займає територію 20,1 тисячі квадратних кілометрів. Територія області розташована між 50°01' та 51°58' північної широти й між 25°01' та 27°38' східної довготи. Протяжність області з півночі на південь 215 км, а із заходу на схід — 186 км. 

### Сусідні області
- Волинська область.
- Житомирська область.
- Львівська область.
- Тернопільська область.
- Хмельницька область.
- Берестейська область( Білорусь).
- Гомельська область( Білорусь).

### Рельєф
За висотою своєї поверхні область поділяється на північну частину, яка розташована в межах Поліської низовини, у тому числі Клесівської рівнини, (переважні висоти 140—180 м, мінімальна висота 134 м у долині річки Горинь), та південну частину, яка розташована на Волинській височині (переважні висоти 200—300 м). Найвищими її ділянками, що піднімаються понад 300 м, є Повчанська височина (до 361 м), Мізоцький кряж (до 342 м), а також Рівненське плато і Гощанське плато. На крайньому півдні в межі області заходять схили Подільської височини, зокрема Вороняки, де поблизу села Дружба розташована найвища точка Рівненщини — 372 м.

### Водні ресурси

#### Річки
Всього в області налічується 171 річка завдовжки понад 10 км. Усі вони належать до басейну Дніпра. Головною водною артерією є річка Горинь (довжина в межах області 386 км) зі своєю найбільшою притокою Случчю. З інших значних річок на Рівненщині протікають Стир, Льва, Ствига, на крайньому північному заході — Прип'ять.

#### Водойми
В області понад 500 озер різного походження (карстові, заплавні та інші). Загальна площа озер складає понад 260 км². Серед них — Нобель, Біле, Острівське Велике Почаївське. Збудовано 31 водосховище (найбільші — Хрінницьке, Млинівське, Боберське) та понад 300 ставків.

### Ліси Рівненщини
Умовні позначення:
- ліси
- інше

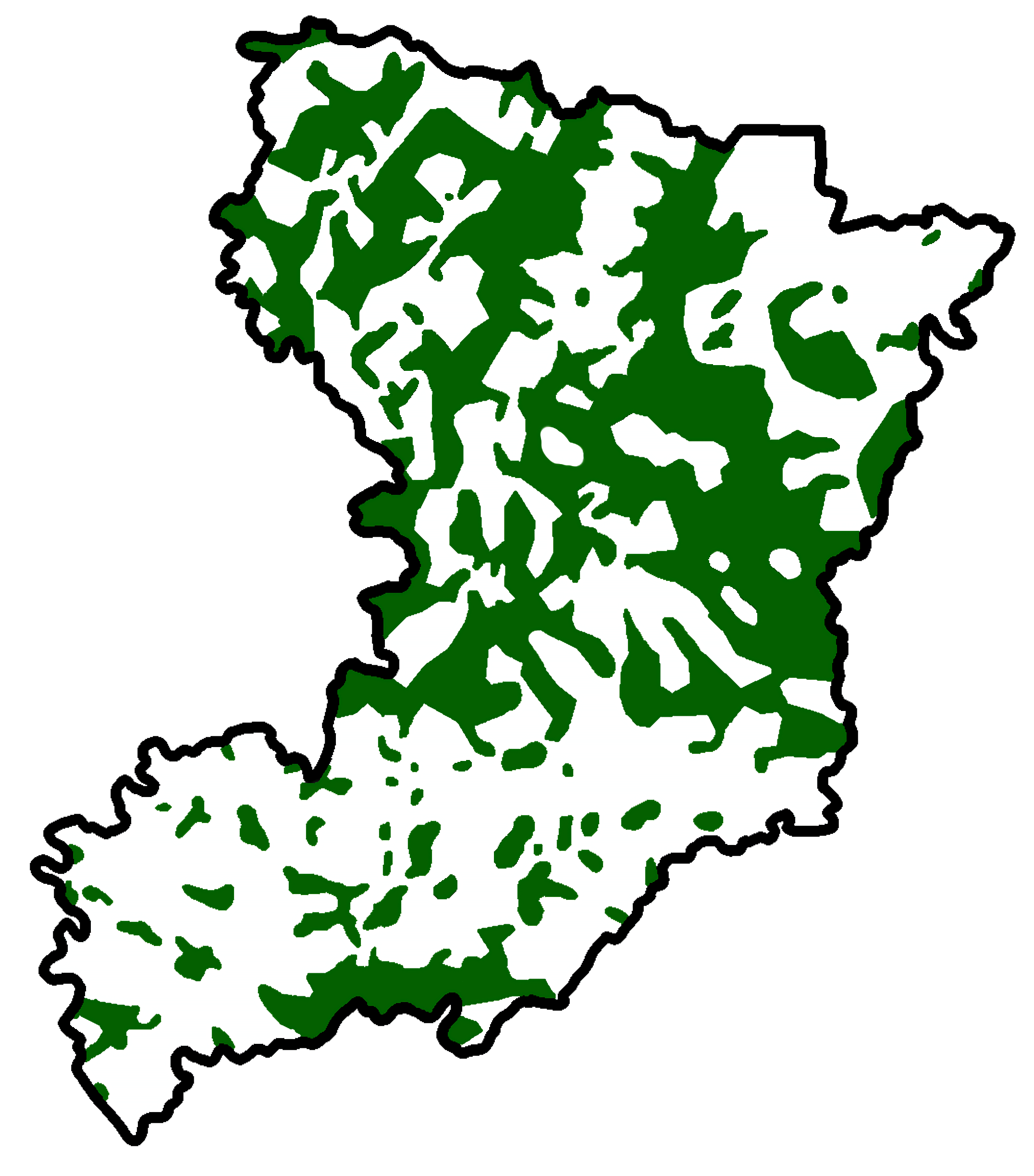
Ліси Рівненщини

Ліси Рівненської області займають значну частину території регіону та мають важливе господарське, природоохоронне й рекреаційне значення. Лісистість області становить близько 42 % (8,41 тис. км² з 20,05 тис. км² загальної площі) 
.
Переважаючими лісоутворюючими породами є сосна звичайна, вільха чорна, дуб звичайний, а також береза, ялина та граб. Значні площі займають соснові та сосново-дубові ліси на піщаних ґрунтах Полісся.
У лісах області поширені численні види флори й фауни, зокрема рідкісні та занесені до Червоної книги України: журавлина дрібноплода, росичка круглолиста, чорний лелека, рись євразійська.
На території Рівненщини створено низку природоохоронних територій, де ліси мають особливий статус: Рівненський природний заповідник, національні природні парки «Дермансько-Острозький» та «Прип’ять–Стохід» (частково в межах області), а також понад сотня заказників та пам’яток природи.
Лісове господарство здійснюють державні та комунальні лісогосподарські підприємства, обласне управління лісового та мисливського господарства. Основними напрямами використання є заготівля деревини, побічне користування (збір ягід, грибів, лікарських рослин), а також рекреація.

## Історичні факти

### Передісторія
Територія нинішньої Рівненської області була заселена ще з доби пізнього палеоліту, тобто приблизно 40-10 тисяч років тому. Про це свідчать численні археологічні знахідки. На теренах області виявлено близько 100 залишків стародавніх поселень та могильників.
У VI-VII століттях край населяло плем'я дулібів-волинян. Наприкінці Х століття Волинь, у тому числі й Рівненщина, входила до Володимирського князівства. Визначну роль в історії краю відіграли Дорогобуж і Пересопниця, які в XI-XII століттях були центрами удільних князівств. До 1283 року належить перша письмова згадка про місто Рівне, коли тут відбулася битва польських та литовських військ. Після 1340 року територія нинішньої Рівненської області відійшла до складу Великого князівства Литовського.
У 1506 році маршалком Волинської землі був Федор (Федько) Янушкевич, а з 1507 р. Острозький Костянтин Іванович. 1576 року в Острозі князь Костянтин-Василь Острозький, син Костянтина Івановича, заснував слов'яно-греко-латинську Академію — перший в Україні і в Східній Європі вищий навчальний заклад. До 1629 року належить перший відомий перепис населення Волинського воєводства. Найбільшими містами на той час були Острог, Корець, Степань, Рівне, Дубно. У середині XVII століття територія Рівненської області була охоплена визвольною війною під проводом гетьмана Богдана Хмельницького. У 1793 році, після підписання російсько-пруського договору, частина території Рівненщини увійшла до складу Росії.
На початку квітня 1919 року у Рівному перебував уряд Української Народної Республіки. За Ризьким мирним договором 1921 року територія Рівненщини відійшла до складу Волинського воєводства Польщі.

### Сучасна історія
Після приєднання Заходу України до УРСР Указом Президії Верховної Ради УРСР від 27 листопада 1939 року було утворено Рівненську область. У роки Другої світової війни під час нацистської окупації місто Рівне було центром райхскомісаріату «Україна». На теренах краю в роки гітлерівської окупації активно діяли українські патріоти, що об'єдналися в Українську Повстанську Армію. 2 лютого 1944 року — повторна окупація Рівного радянськими військами.

## Економіка
Рівненська область — інвестиційно привабливий регіон, низка мультинаціональних компаній вже працюють в області:
- Verallia (  Франція, виробництво скловиробів).
- Raiffeisen Group (  Австрія, хімічна промисловість).
- Dyskotek (  Німеччина, будівельні матеріали).
- Морган Феніче (  Франція,   Велика Британія, виробництво м'яких меблів).
- Metro (  США,  Німеччина, оптова торгівля).
- Sorbes (  Швейцарія, виробництво дерев'яних плит і ДСП).
- ODEK (  Нідерланди, виробництво фанерної продукції).
- BeVur (  Білорусь, пошиття одягу).
- Bag (  Німеччина, видобування щебеню).
- Lafarge (  Франція, будівельні матеріали).
- LichtnerBeton (  Німеччина, будівельні матеріали).
- Fapomed (  Португалія, медичне обладнання)[6].

В економіці області переважають галузі електроенергетики, хімічної, легкої, лісової, деревообробної, харчової промисловості, виробництва будматеріалів, металообробки, машинобудування.
В області діє 225 промислових підприємств. На Рівненщині працює понад 680 сільськогосподарських підприємств різних форм господарювання. Торговельна галузь області — це понад 3500 крамниць. Підприємства області торгують з 44 країнами світу.
Агенція «ІнвестІнРівне» на замовлення Рівненської облдержадміністрації підготувала промоційне відео про інвестиційни потенціал Рівненської області.
За 2021 рік в області забезпечено приріст обсягів промислового виробництва на 6,7 відсотків.
Зокрема, забезпечено ріст обсягів виробництва промислової продукції на підприємствах деревообробної промисловості — на 16,8 відс., хімічної промисловості — на 11,7 відс., із виробництва будматеріалів та скловиробів — на 7,8 відс., постачання електроенергії, газу — на 7,3 відс., добувної промисловості і розроблення кар'єрів — на 6,1 відс., текстильного виробництва — на 3,5 відс.
Обсяг реалізованої промислової продукції за січень — листопад 2021 року склав 52,1 млрд грн., що на 27,5 відс. більше рівня відповідного періоду 2020 року.
У 2021 році в усіх категоріях господарств вироблено валової продукції сільського господарства на суму 17,7 млрд грн., у тому числі у аграрних підприємствах — 8,7 млрд грн., що відповідно на 2,3 відс. та 5,7 відс. більше, ніж за 2020 рік.
За січень — листопад 2021 року оборот зовнішньої торгівлі товарами становив майже 1,2 млрд дол. США і збільшився проти відповідного періоду 2020 року на 51,4 відс. При цьому, експорт товарів зріс на 50,8 відс., імпорт — на 52,3 відс.
Позитивне сальдо зовнішньої торгівлі становило 122,4 млн дол. США, коефіцієнт покриття експортом імпорту — 1,24.
Зовнішньоторговельні операції проводилися з партнерами 119 країн світу.

## Транспорт
Рівненська область, яка розташовується у північно-західній частині України, вирізняється вдалим географічним розташуванням на перетині міжнародних транспортних магістралей (E373, E40, E85), близькістю до кордону з Європейським Союзом (ЄС) (100 км) та столиці України м. Києва (250 км), наявністю розвинутих автомобільної та залізничної мереж, а також міжнародного аеропорту здатного приймати всі типи літаків.
Область перетинають автомагістралі Київ — Варшава, Київ — Берестя, Київ — Львів, Львів — Житомир, Київ — Чернівці.
Експлуатаційна протяжність залізничних колій в області становить 588 кілометрів, протяжність автомобільних шляхів — 7535 кілометрів.

## Демографія
На 1 лютого 2013 року чисельність населення Рівненської області — 1 157 117 осіб, в тому числі них 553 177 (47,8 %) міського та 603 940 тис. (52,2 %) сільського.
Для населення Рівненської області характерні значні міжрайонні відмінності у народжуваності та смертності. Найвищі показники народжуваності характерні для північних поліських районів — Рокитнівського — 22,3 на 1000 осіб у 2009 р. (середньоукраїнський показник — 11,3), Володимирецького — 21,6, Березнівського — 20,7, Сарненського — 19,0 та інших. Для цих же районів характерна і найнижча смертність — 12,0 у Сарненському районі (середньоукраїнський показник 15,3), Рокитнівському районі — 12,4, Березнівському — 13,4. Народжуваність у південних районах є меншою — від 8,9 у місті Острог та 11,5 у Демидівському районі до 15,2 у Корецькому. Загалом для всіх південних районів області, крім Рівненського та міст Рівне й Дубно, характерна депопуляція. Найбільше скорочується населення Демидівського району — 7,0 на 1000 осіб. Рівненська область є однією з трьох єдиних адміністративних одиниць України, де населення збільшується.
У 2007—2008 роках середня очікувана тривалість життя становила 68,9 року (чоловіки — 62,97, жінки — 75,36).
Трудові ресурси області становлять 54 % загальної кількості населення.
Національний склад населення Рівненської області станом на 2001 рік:
| №  | Національність | Кількість осіб | %        |
| -- | -------------- | -------------- | -------- |
| 1  | Українці       | 1 123 401      | 95,90 %  |
| 2  | Росіяни        | 30 129         | 2,57 %   |
| 3  | Білоруси       | 11 827         | 1,01 %   |
| 4  | Поляки         | 2 031          | 0,17 %   |
| 5  | Євреї          | 455            | 0,04 %   |
| 6  | Молдовани      | 364            | 0,03 %   |
| 7  | Чехи           | 333            | 0,03 %   |
| 8  | Вірмени        | 314            | 0,03 %   |
| 9  | Азербайджанці  | 274            | 0,02 %   |
| 10 | Німці          | 252            | 0,02 %   |
| 11 | Інші           | 2 065          | 0,18 %   |
|    | Разом          | 1 171 445      | 100,00 % |

## Релігія
Станом на 1 січня 2022 року в області зареєстровано 1648 релігійних організацій. 64% громад належать до православних церков.
Українська православна церква (УПЦ) в єдності з московським патріархатом представлена двома єпархіями — Рівненською та Сарненською, які об’єднують 593 громади, 14 монастирів і два духовно-пастирські училища. Православна церква України представлена Рівненсько-Острозькою та Рівненсько-Волинською єпархіями, які об’єднують 436 громад, 6 монастирів і одну семінарію.
Українська греко-католицька церква (УГКЦ) має у містах області 12 громад, які входять до Луцького екзархату. Римо-католицька церква (РКЦ) представлена в області Рівненським деканатом Луцької дієцезії з 15 громадами та двома монастирями.
До протестантських течій християнства належать 9% релігійних організацій області. Серед них найбільшою конфесією є Українська Церква Християн Віри Євангельської — 289 громад. Всеукраїнський союз церков євангельських християн-баптистів нараховує 121 громаду. Адвентисти сьомого дня (АСД) у області мають 24 громади. Харизматичних релігійних організацій є 14, це зокрема Церква Повного Євангелія (4 громади) та інші.
Також діють 22 громади свідків Єгови, громада мормонів, громада крішнаїтів, об'єднання хасидів (4 громади), мусульманська громада, дві релігійні організації язичницького спрямування.

## Злочинність
Рівень злочинності за 2012 рік на 1 тис. населення складає 4,8 злочинів, з них 1,5 тяжких та особливо тяжких.

## Культура

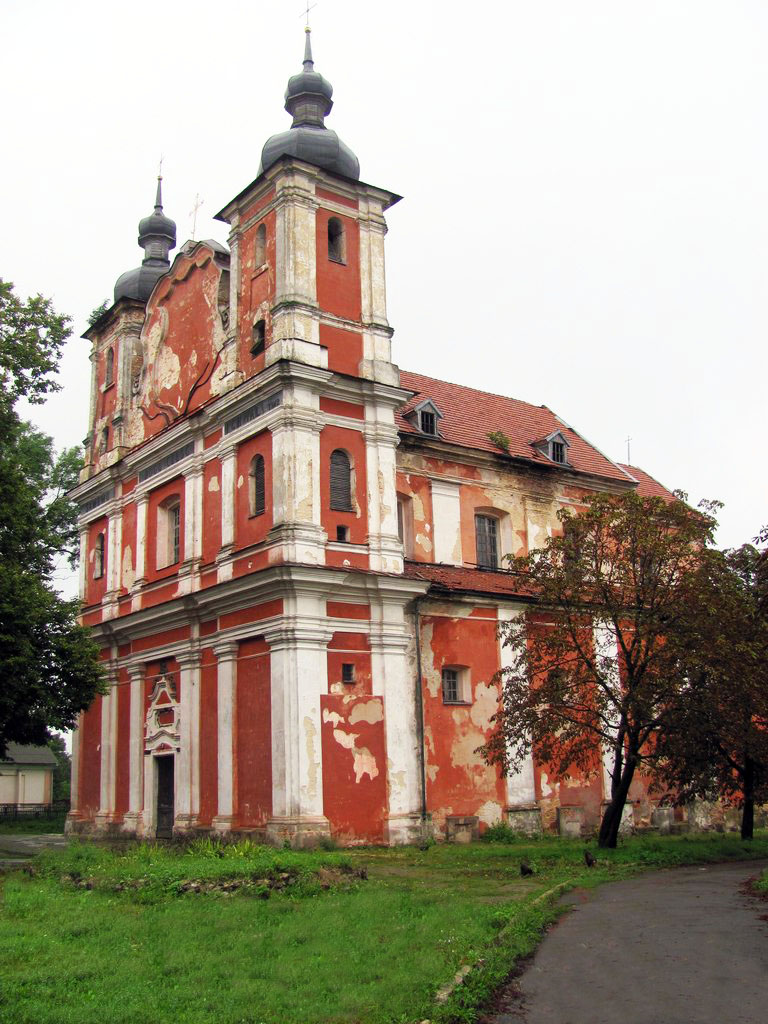
Костел св. Іоанна Хрестителя в Дубровиці

На території Рівненської області розташовано: 1088 пам'яток археології (з них — 20 національного значення), 1761 пам'ятка історії, 352 пам'ятки архітектури та містобудування (з них — 109 національного значення), 84 пам'ятки монументального мистецтва. До Списку історичних населених місць України, затвердженого Постановою Кабінету Міністрів України від 26.07.2001 р. за № 878, включено 13 населених пунктів Рівненської області: Березне, Володимирець, Гоща, Дубно, Дубровиця, Клевань, Корець, Мізоч, Млинів, Острог, Радивилів, Рівне, Степань.

#### Сім чудес Рівненщини
- Вузькоколійна залізниця Антонівка Зарічне (Володимирецький, Зарічненський райони).
- Тараканівський форт (Дубенський район).
- Історико-культурний комплекс м. Острога.
- Заповідник Поле Берестецької битви (с. Пляшева Радивилівського району).
- Свято-Троїцький жіночий монастир (м. Корець).
- Замок князів Любомирських (м. Дубно).

### Галерея

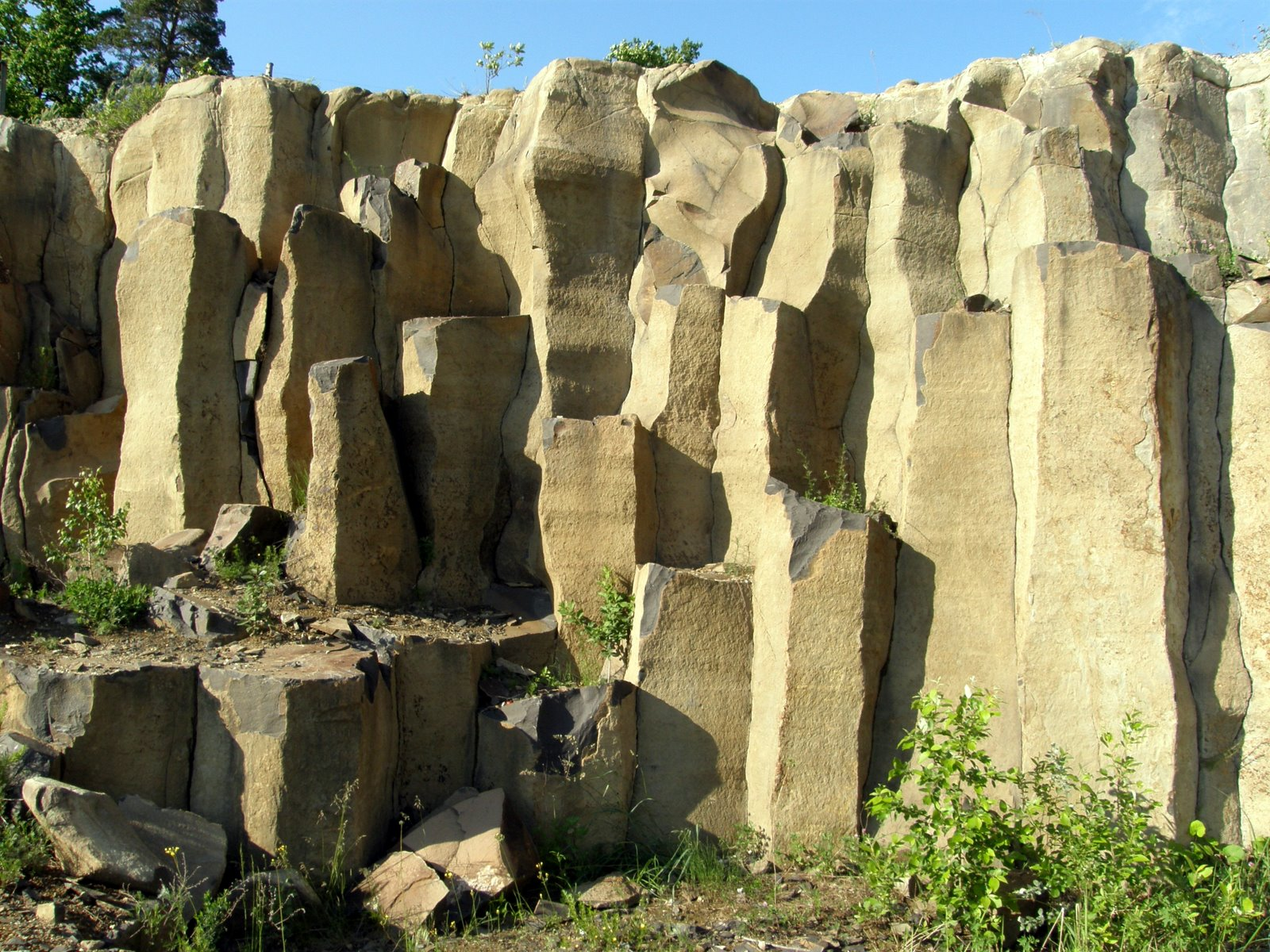
Базальтове
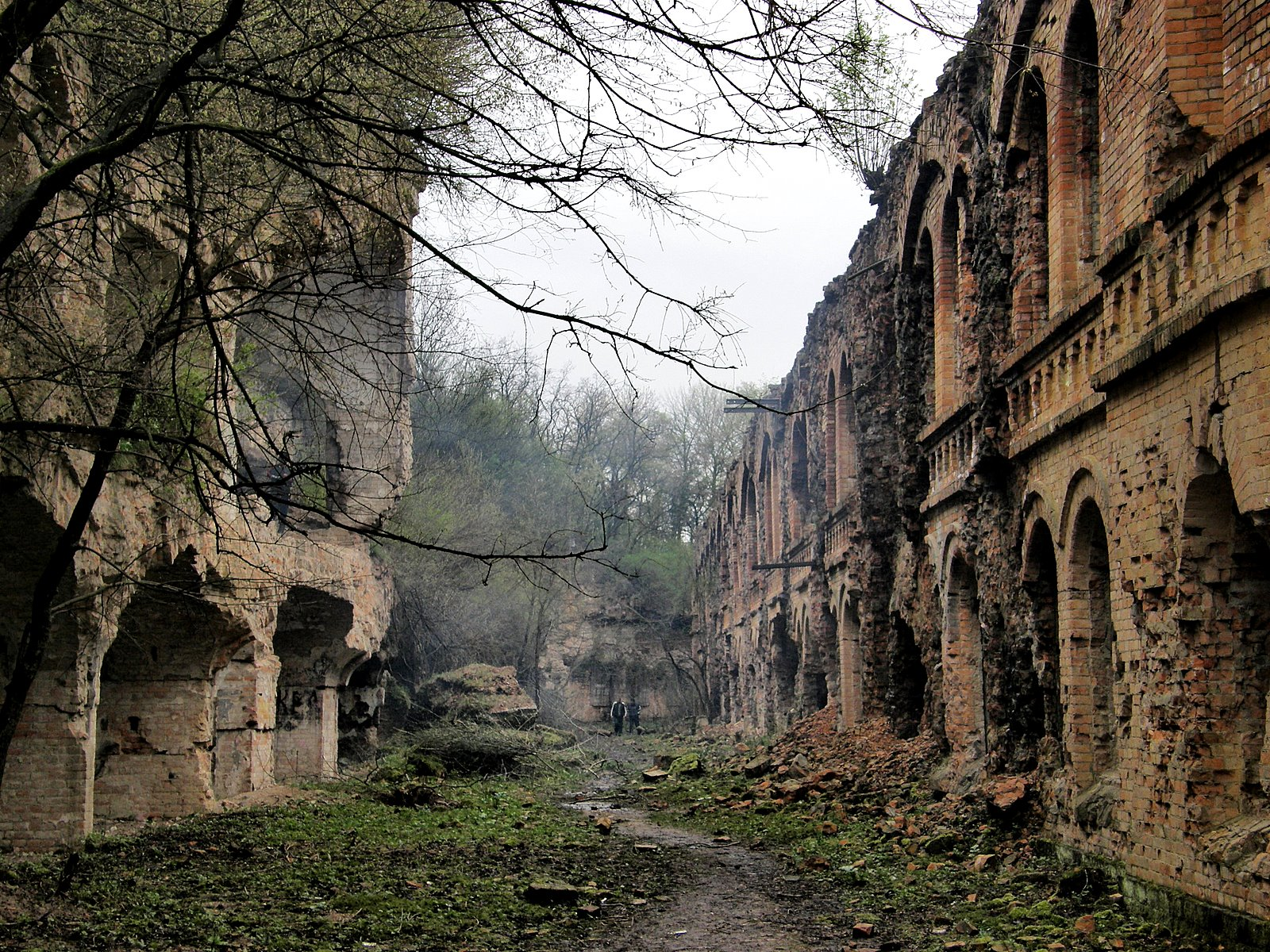
Тараканівський форт
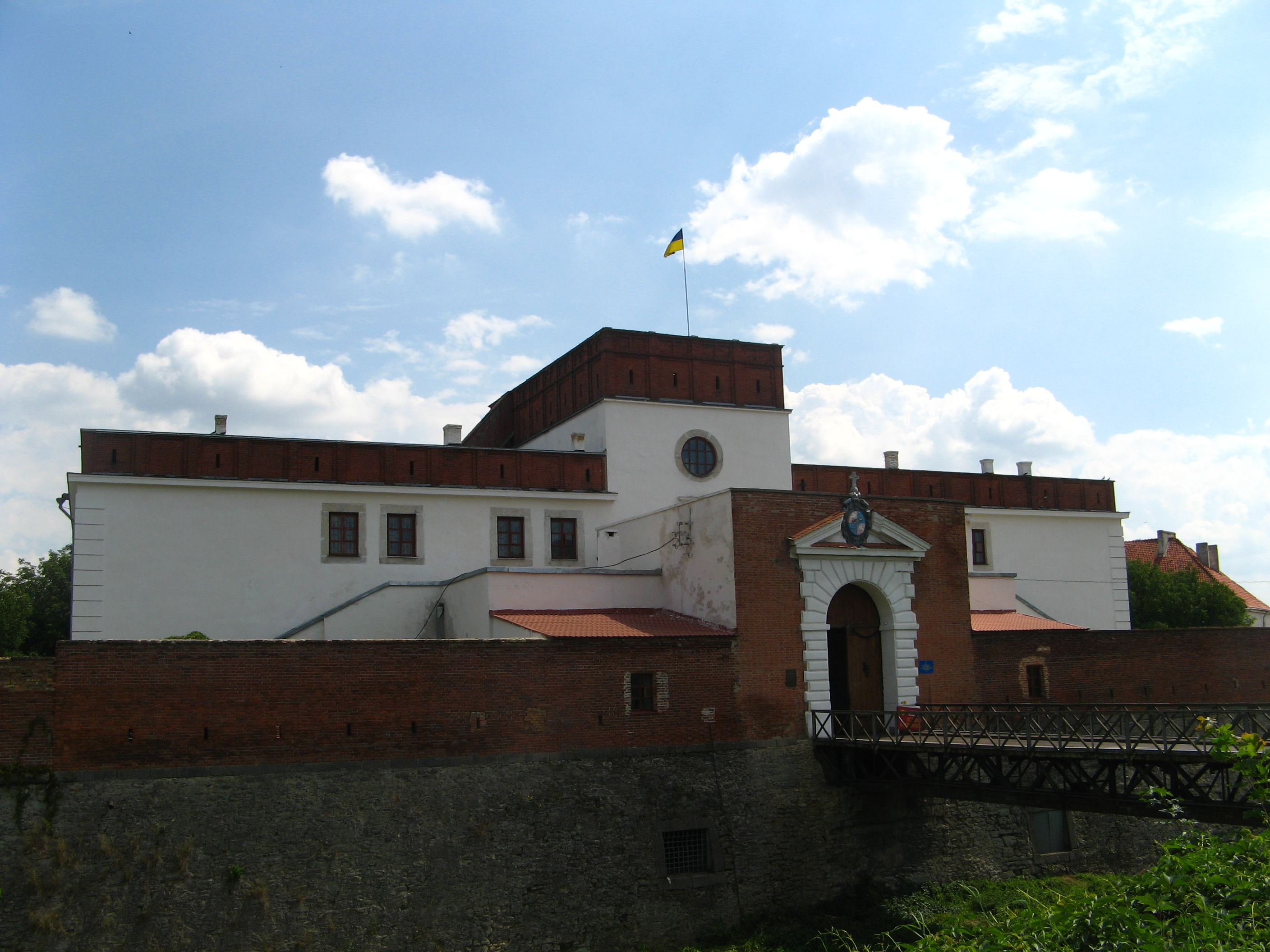
Дубенський замок
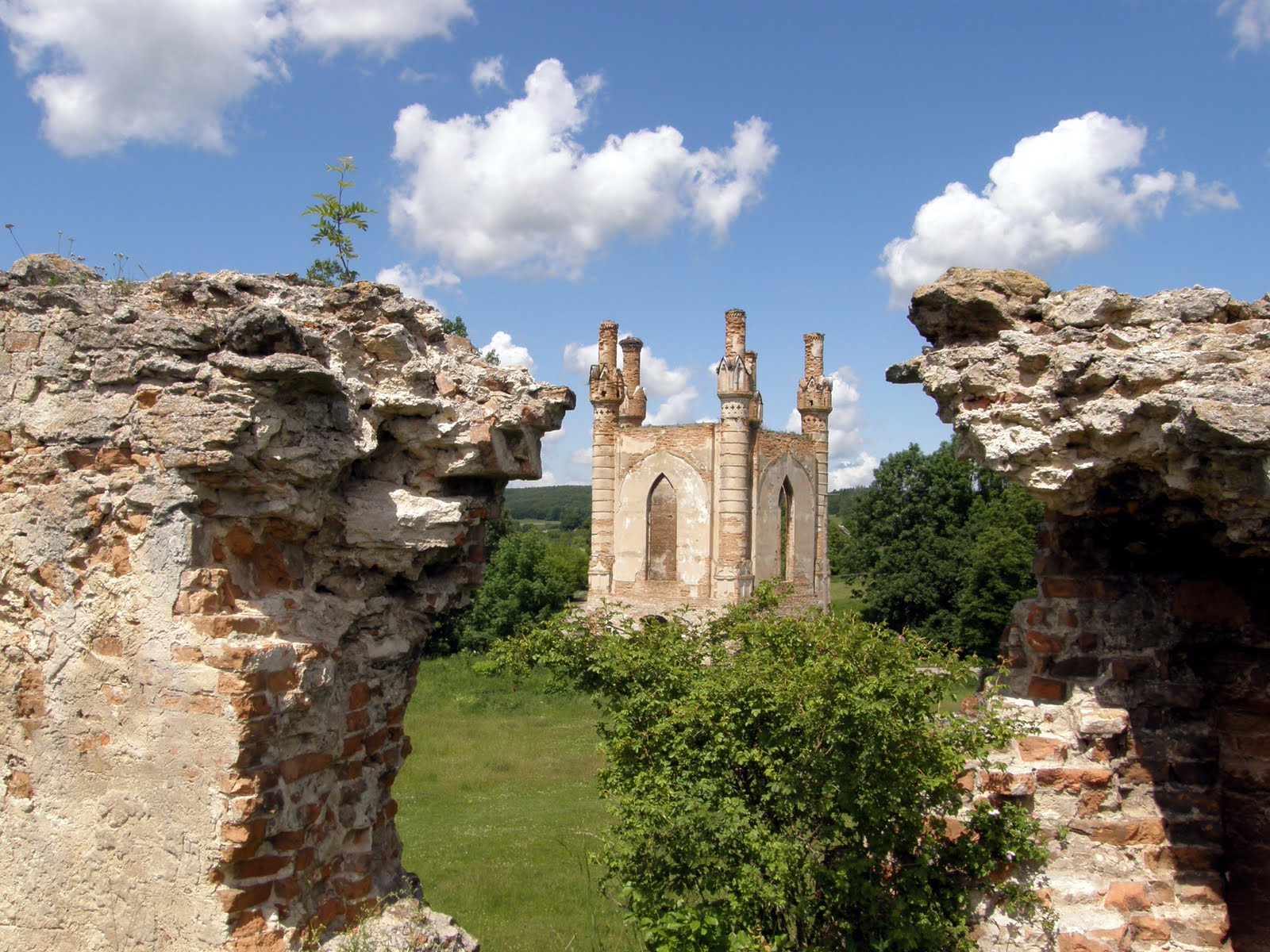
Новомалинський замок
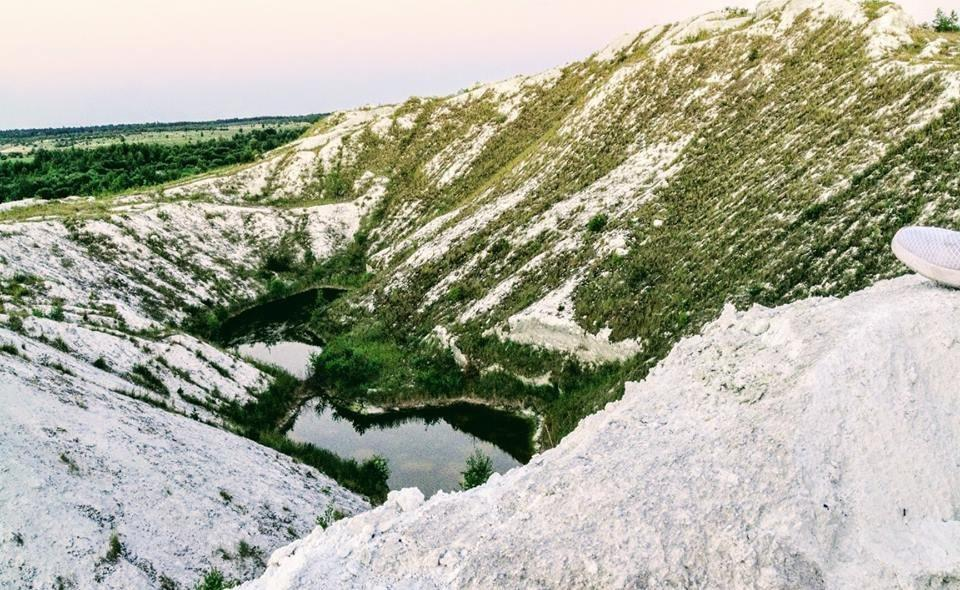
Фосфатні гори
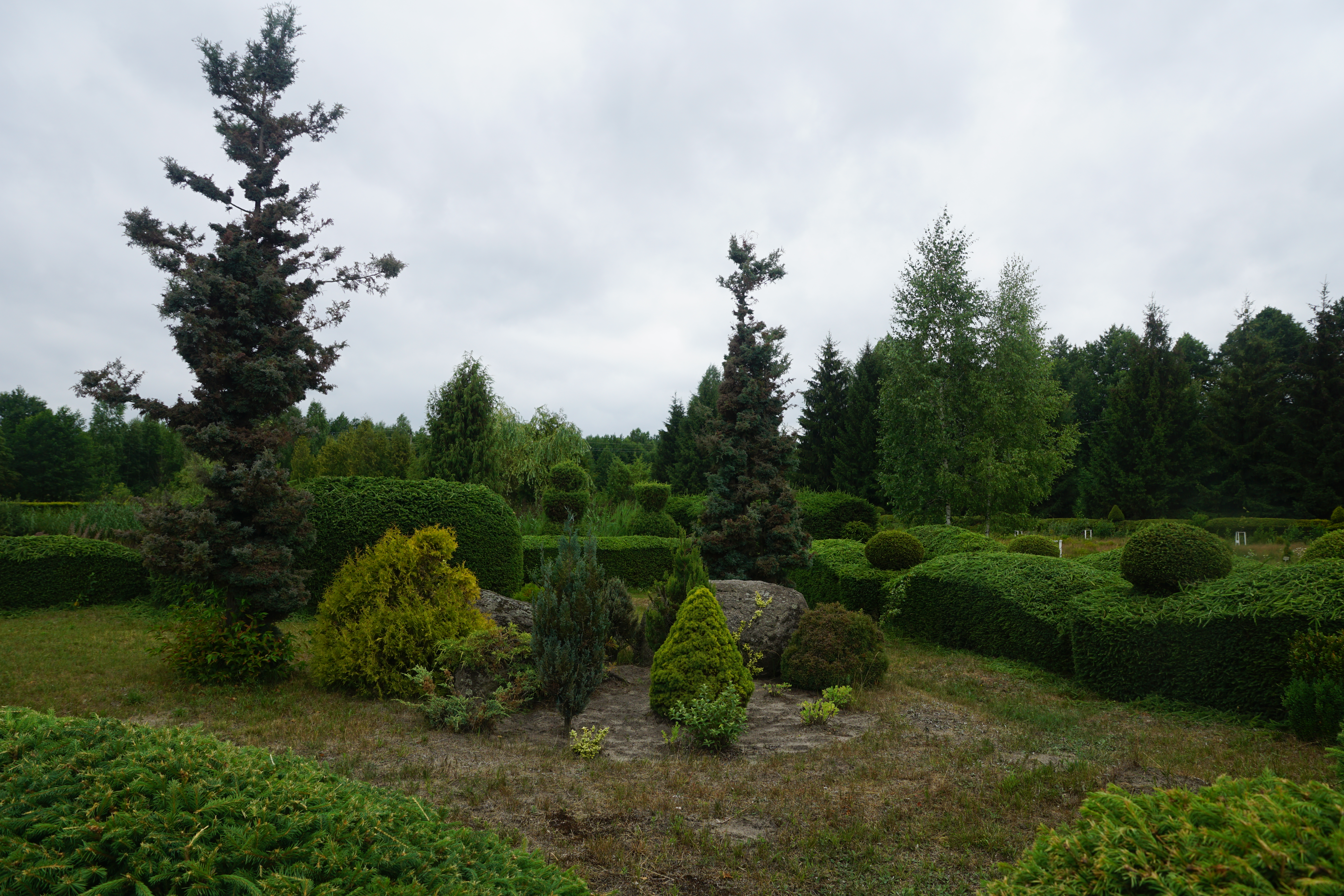
Клесівський дендропарк
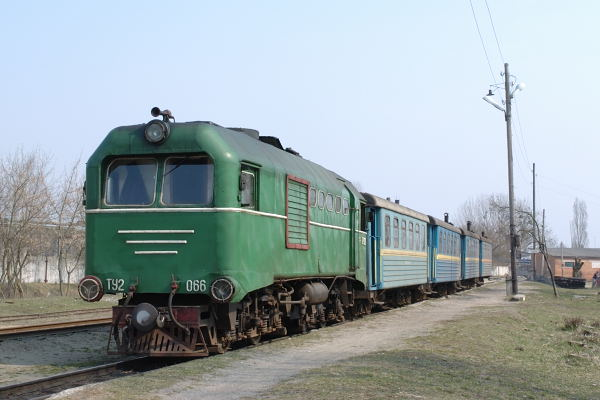
Вузькоколійна залізниця Антонівка — Зарічне